# SC Fortuna Cologne
Maillots
Actualités
Le SC Fortuna Cologne (SC Fortuna Köln en allemand, forme abrégée de Sport-Club Fortuna Köln e.V.) est un club allemand de football fondé en 1948 et basé à Cologne. Le club évolue de 2014 à 2018 en 3. Liga puis depuis 2019 en Regionalliga Ouest.

## Historique
- 1948 : fondation du club sous le nom de SV 1927 Köln
- 1973 : Montée en Bundesliga, mais relégation en 2.Bundesliga en fin de saison
- 1976 : fusion avec le FC Alter Markt Köln en SC Fortuna Köln
- 2004 : Le club touche le fond et évolue en Verbandsliga, le 6e niveau du football en Allemagne
- 2011 : promotion en Regionalliga
- 2014 : promotion en 3. Liga
- 2019 : relégation en Regionalliga Ouest

## Palmarès
- DFB-Pokal (0)
  - Finaliste en 1983 (défaite 1-0 face au 1. FC Cologne)
- Regionalliga West (1)
  - Champion en 2014
  - Vice-champion en 2013

## Joueurs et personnalités du club

### Anciens joueurs et entraineurs[1]
Originaire de Bergisch Gladbach, en périphérie de Cologne, le gardien de but Tim Wiese, ayant été sélectionné six fois en équipe nationale, a commencé sa carrière professionnelle au Fortuna Cologne, avec lequel il fait 27 apparitions entre 2000 et 2002 et dont il est toujours un membre.
- Wolfgang Rolff
- Wolfgang Fahrian gardien 1969-1976
- Tim Wiese gardien 1999-2002
- Harald Schumacher entraineur 1998-1999
- Bernd Schuster entraineur 1997-1998